# Eching am Ammersee
Eching am Ammersee è un comune tedesco di 1 632 abitanti, situato nel land della Baviera e una densità di 272 ab./km²